# 考波舒伊洛克
考波舒伊洛克，是匈牙利绍莫吉州所辖的一个村。总面积8.93平方公里，总人口730，人口密度81.7人/平方公里（2011年1月1日）。